# Heilig Kruiskerk (Mortsel)

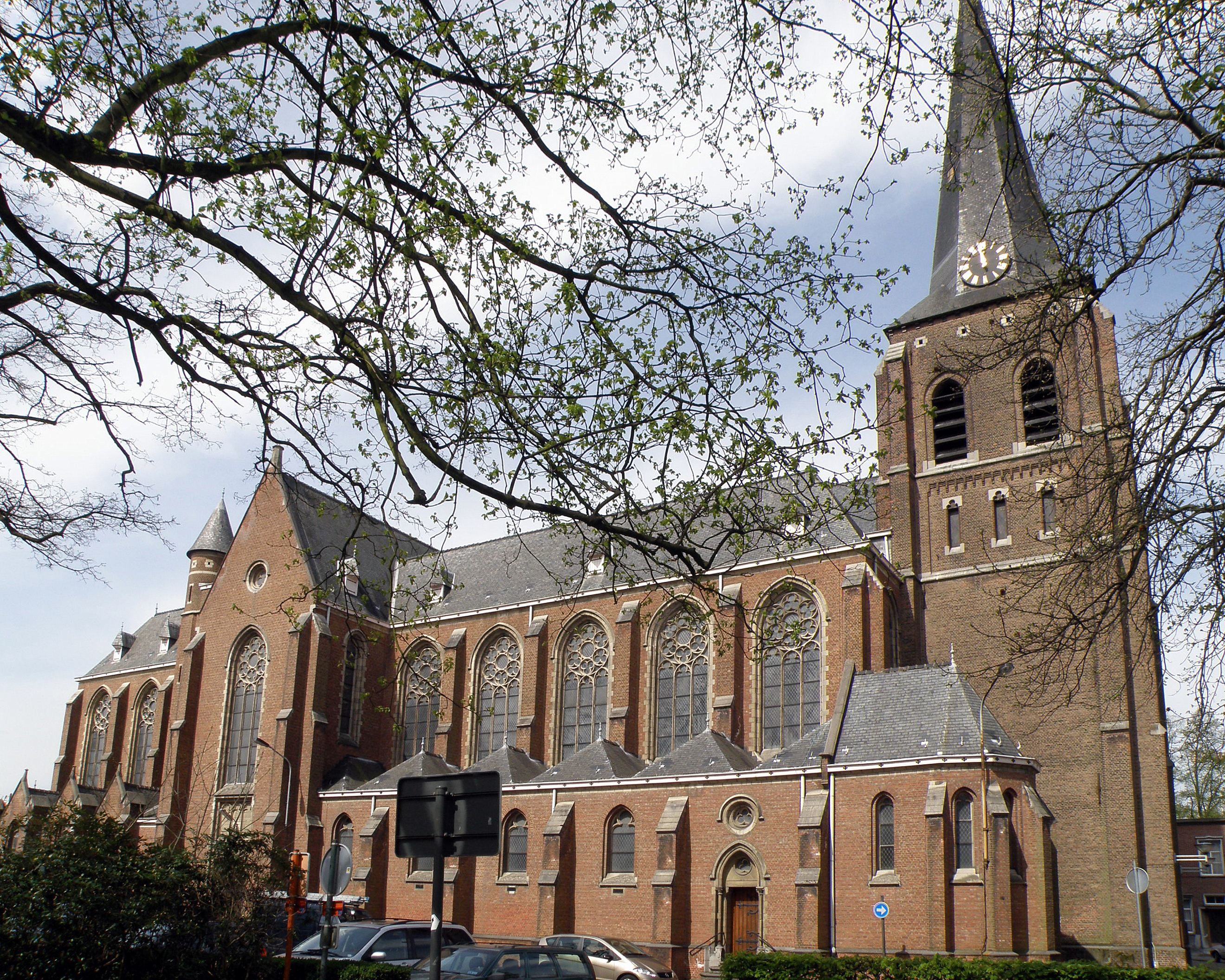
De Heilig Kruiskerk

De Heilig Kruiskerk of Parochiekerk van het Heilig Kruis is een parochiekerk in de Antwerpse plaats Mortsel, gelegen aan de Heilig-Kruisstraat 26.
Het betreft een bakstenen neogotische kruiskerk, uitgevoerd als driebeukige hallenkerk met transept, waar nog twee lagere zijbeuken aan werden toegevoegd. Er is een noordoosttoren op vierkante plattegrond.
De kerk werd gebouwd in 1886 in de Minervawijk naar ontwerp van Louis Gife. In 1937 werd hij vergroot. De kerk werd op 5 april 1943 verwoest door een bombardement. Van 1947-1951 werd de kerk herbouwd en vergroot naar ontwerp van Gustaaf Careels.